# Griseargiolestes
Griseargiolestes is een geslacht van libellen (Odonata) uit de familie van de Argiolestidae.

## Soorten
Griseargiolestes omvat 7 soorten:
- Griseargiolestes albescens (Tillyard, 1913)
- Griseargiolestes bucki Theischinger, 1998
- Griseargiolestes eboracus (Tillyard, 1913)
- Griseargiolestes fontanus (Tillyard, 1913)
- Griseargiolestes griseus (Hagen in Selys, 1862)
- Griseargiolestes intermedius (Tillyard, 1913)
- Griseargiolestes metallicus (Sjöstedt, 1917)